# Ла Шапел Сен Мартијал
Ла Шапел Сен Мартијал (фр. La Chapelle-Saint-Martial) насеље је и општина у централној Француској у региону Лимузен, у департману Крез, које припада префектури Гере.
По подацима из 2011. године у општини је живело 85 становника, а густина насељености је износила 8,4 становника/km². Општина се простире на површини од 10,12 km². Налази се на средњој надморској висини од 530 метара (максималној 606 m, а минималној 494 m).

## Демографија
| 1962. | 1968. | 1975. | 1982. | 1990. | 1999. | 2011. |
| ----- | ----- | ----- | ----- | ----- | ----- | ----- |
| 155   | 162   | 128   | 96    | 94    | 92    | 85    |

График промене броја становника у току последњих година